# Dorkas Tokoro-Hanasbey
Dorkas Tokoro-Hanasbey (nacida en 1937) es una profesora y política de Papúa e Indonesia. Fue la única mujer miembro del Consejo de Nueva Guinea, y sirvió desde su inauguración en 1961 hasta su disolución en 1963. Tras la anexión de Papúa por Indonesia, se convirtió en miembro del parlamento regional de Papúa, del Consejo Representativo del Pueblo Regional de Papúa y de la Cámara de Representantes de Indonesia.

## Biografía
Dorkas Hanasbey nació en 1937 en el pueblo de Enggros de Hollandia (ahora Jayapura), la capital de la Nueva Guinea Neerlandesa. Al recibir su diploma de maestra en 1954, comenzó a enseñar en escuelas intermedias, incluida una escuela secundaria exclusivamente para niñas en el subdistrito de Genjer en Hollandia hasta 1957. También fue colaboradora habitual de Triton, una publicación ilustrada mensual propiedad de la oficina Bevolkingsvoorlichting (información indígena) del gobierno holandés de Nueva Guinea. En el sector social, fue líder de un club de madres en Hollandia.
Dorkas contrajo matrimonio con Silas Tokoro, un profesor religioso que fue despedido y luego trabajó para el gobierno. La pareja tiene dos hijas y un hijo de su matrimonio.

### Nombramiento para el Consejo de Nueva Guinea

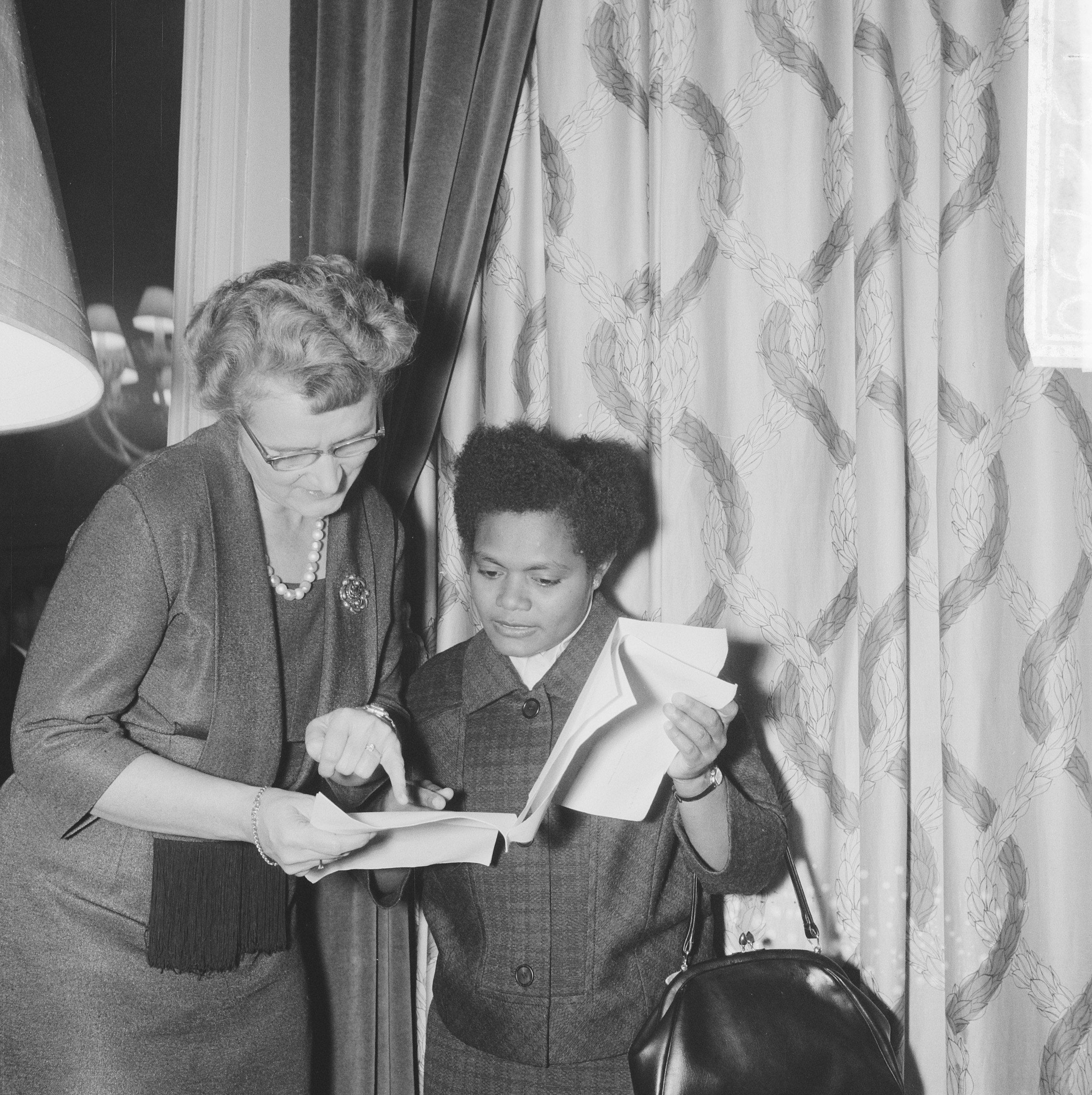
Tokoro-Hanasbey con la ministra neerlandesa de Obras Sociales, Marga Klompé.

Tokoro-Hanasbey fue nombrada por el gobernador general nl para representar a Hollandia en el Consejo de Nueva Guinea. Al ser la única mujer miembro del consejo, el gobernador general también la designó para representar a las mujeres. Ella y otros miembros del consejo fueron instalados por el gobernador general el 5 de abril de 1961. Tokoro-Hanasbey llegó tarde a su toma de posesión y sólo llegó media hora después de que comenzara el evento. Ella fue la única integrante que llegó tarde a la inauguración. En una entrevista con Het Parool, Tokoro-Hanasbey afirmó que quiere centrarse en promover la representación femenina en la Nueva Guinea Neerlandesa y crear conciencia sobre la igualdad de género.

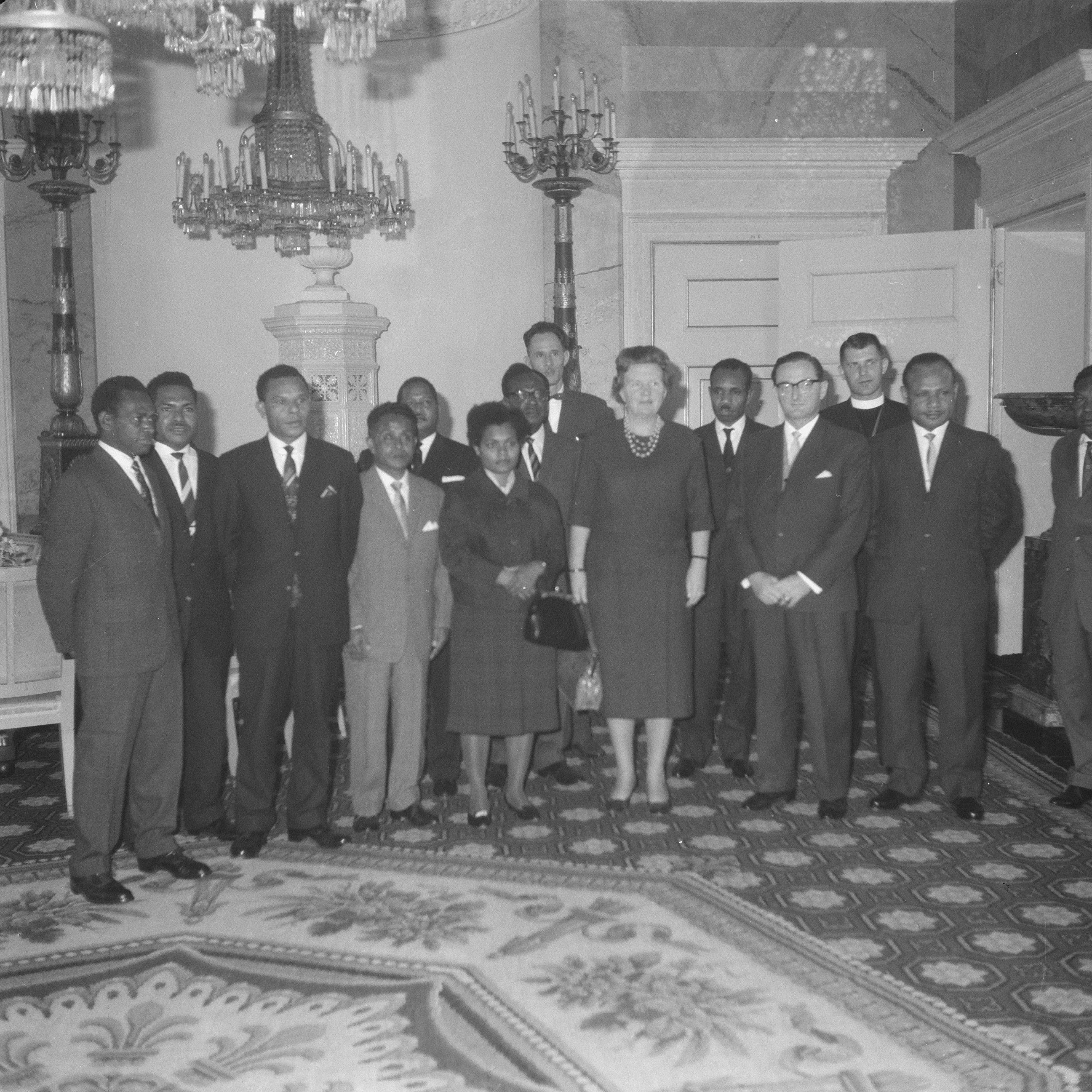
Tokoro-Hanasbey (tercera desde la derecha, al frente) con la reina Juliana de los Países Bajos.

Como parlamentarios, Tokoro-Hanasbey, junto con el presidente id y el vicepresidente Nicolaas Jouwe, hicieron un llamamiento en el Pittsburgh Courier en 1962. El llamamiento pedía ayuda a los «hermanos y hermanas negros» globales para contrarrestar la «amenaza del imperialismo indonesio». La convocatoria fue reimpresa en otros periódicos con varios otros suplementos textuales y pictóricos, incluida una imagen de la toma de juramento de Tokoro-Hanasbey como miembro del parlamento.

### Carrera posterior
El Consejo de Nueva Guinea se disolvió el 1 de mayo de 1963, exactamente cinco meses después del traspaso de la autoridad de Papúa de la Autoridad Ejecutiva Provisional de las Naciones Unidas (UNTEA) al gobierno de Indonesia. Durante el período de la UNTEA, el gobierno de Indonesia invitó a Tokoro-Hanasbey y varios miembros del Consejo de Nueva Guinea a visitar varias provincias de Indonesia. Tras la anexión de Papúa a Indonesia, Tokoro-Hanasbey firmó conjuntamente la Declaración de Determinación (Pernyataan Kebulatan Tekad) junto con miembros del Consejo Representativo del Pueblo Regional de Papúa (el parlamento regional de Papúa) y representantes de grupos sociales.
En 1963, Tokoro-Hanasbey fue nombrada miembro del parlamento de Papúa, el Consejo Representativo del Pueblo Regional de Papúa, junto con su marido. Posteriormente, su marido renunció al cargo para servir en la Cámara de Representantes. Aproximadamente un año después, el 3 de marzo de 1966, su marido fue llamado a servir en la administración pública de Papúa y Tokoro-Hanasbey ocupó su puesto. Ocupó el cargo hasta 1971.